# 斯特凡·埃伯哈特
斯特凡·埃伯哈特（德語：Stephan Eberharter，1969年3月24日—），奥地利男子高山滑雪运动员。他曾代表奥地利参加1992年、1998年和2002年冬季奥林匹克运动会高山滑雪比赛，获得一枚金牌、二枚银牌和一枚铜牌。